# Lacul Geneva
Lacul Geneva sau Lacul Leman (franceză Léman, francoprovensală Lèman)  este cel mai mare lac din Europa occidentală. Numele său, probabil de origine celtică, a intrat în franceză prin intermediul limbii latine. 
În formă de corn, (sau ca o virgulă), malurile nordice,vestice și estice sunt localizate în Elveția, malul sudic este împarțit cu Franța. Frontiera dintre cele doua țări trece prin mijlocul lacului.
Lacul Geneva este traversat de la est la vest de către fluviul Ron.
Formarea lacului are origini multiple în urma cu 15 mii de ani: alunecări tectonice în partea denumită „Marele Lac” și prin topiri ale ghețarilor pentru partea numită „Micul Lac” (între Genèva și Yvoire).

## Câteva caracteristici
Lungimea maximă: 72,8 km
Lățimea maximă: 13,8 km
Suprafață: 582,4 km² (234 km² în Franța, 348,4 km² în Elveția)
Circumferința: 167 km
Volum: 88,9 km³
Altitudine: 372 m
Adâncime maximă: 309,7 m (+ 62,3 m între Lausanne și Évian)

## Climat
Chiar dacă este situat între munți, Lacul Léman, prin masa importantă de apă pe care o conține, creează în jurul său un adevărat microclimat. Iarna, lacul restitue căldura acumulată în timpul verii îmblânzind astfel frigul din Alpi. Vara creează o oază de răcoare în împrejurimi.

## Teritorii și comune riverane
Chablais Francez - département din Savoia de Sus
Trei cantoane elvețiene: 
Cantonul Geneva,  
Cantonul Vaud,  
Cantonul Valais.
Pe malurile lacului se găsesc următoarele localități: Geneva, Versoix, Nyon, Gland, Rolle, Morges, Lausanne, Vevey, Montreux, Villeneuve, Saint-Gingolph, Évian-les-Bains, Thonon-les-Bains și Yvoire.

## Galerie

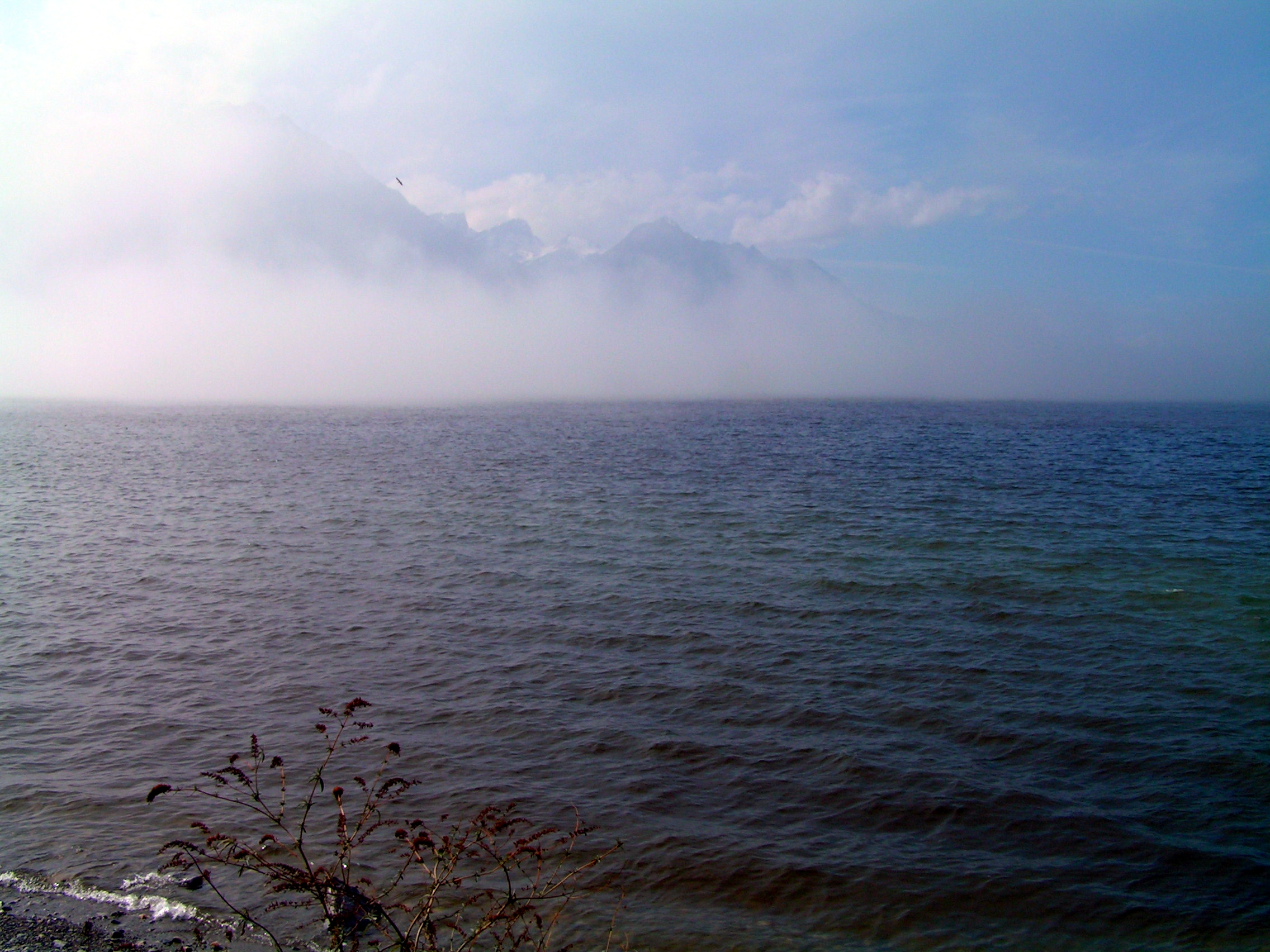
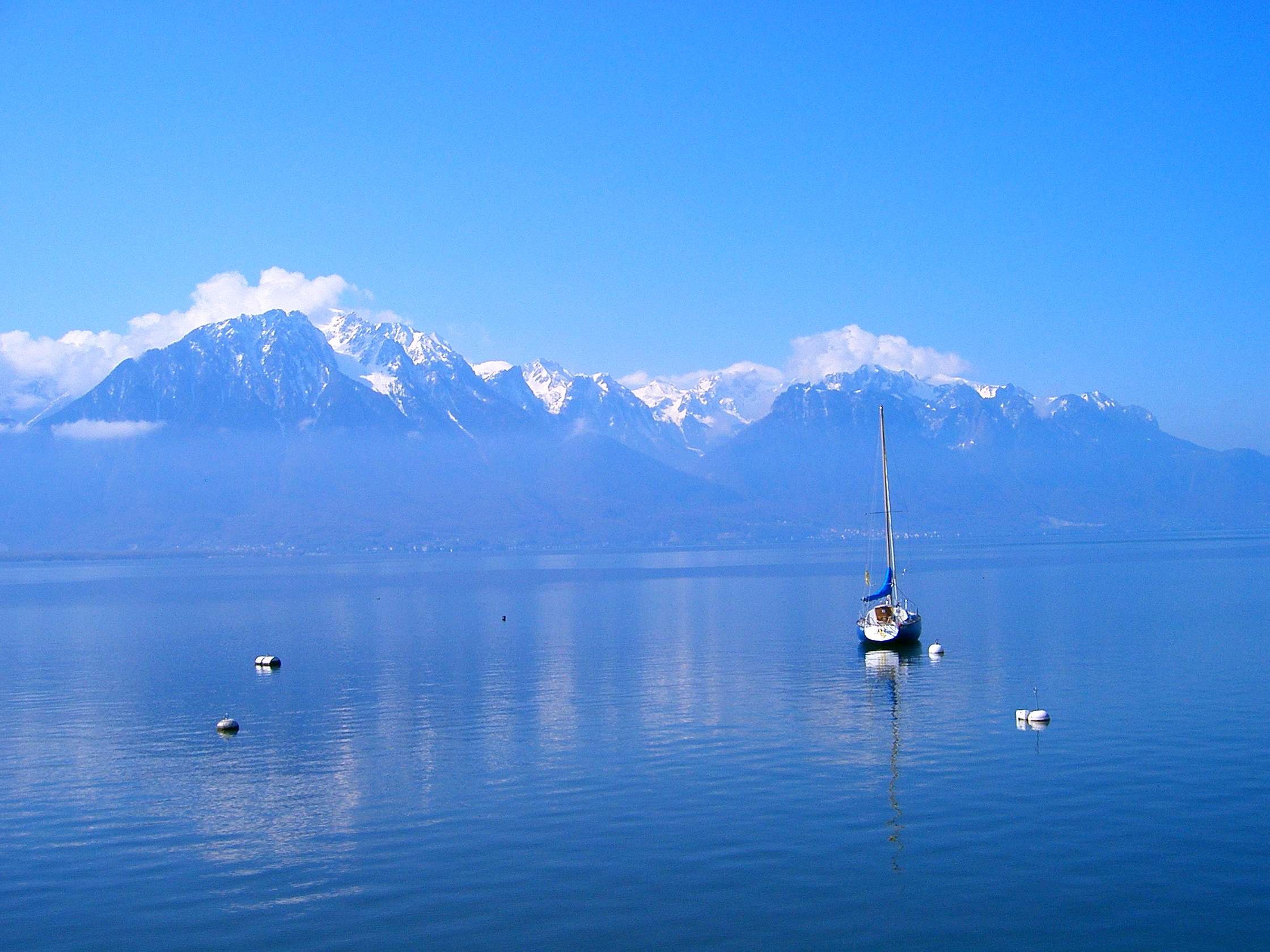
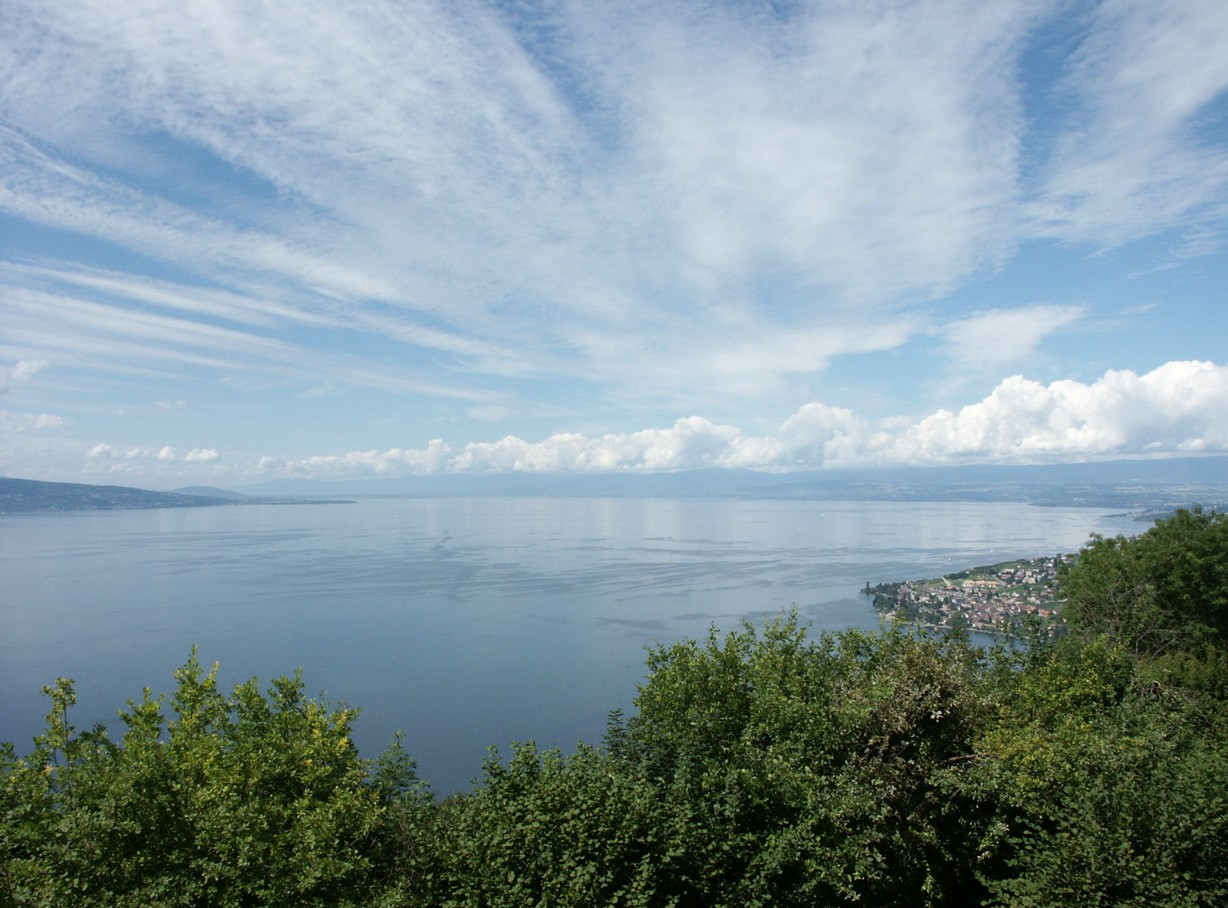